# Kevin Cosgrove
Kevin Michael Cosgrove (Long Island, 6 de enero de 1955 - Nueva York, 11 de septiembre de 2001) fue un ejecutivo de negocios estadounidense víctima de los atentados del 11 de septiembre de 2001 perpetrados contra el World Trade Center.
Kevin Cosgrove es conocido a causa de una llamada telefónica que realizó al número de emergencias 9-1-1 desde la planta 105 de la torre sur. Durante los últimos momentos de la conversación telefónica entre él y la operadora de emergencias, se le puede oír a Cosgrove gritar mientras la torre sur se derrumba, después, la llamada se corta. La conversación telefónica fue utilizada  como prueba durante el Juicio a Zacarias Moussaoui, el único juicio criminal realizado como consecuencia de los atentados. Su último grito mientras la torre sur se derrumbaba, tuvo repercusión internacional en varios medios de comunicación.

## Vida personal
Cosgrove y su familia vivían en West Islip.

## Atentados del 11 de septiembre de 2001
Cosgrove era el vicepresidente de reclamaciones de Aon Corporation. De acuerdo a la llamada que realizó a los servicios de emergencias, Cosgrove se encontraba localizado en la esquina noroeste de la planta 105 de la torre sur del World Trade Center, desde la cual tenía vistas del World Financial Center.
Cosgrove le relata a la operadora del 9-1-1 que llama desde la oficina de John Ostrau (erróneamente deletreado como Ostaru) y que además se encuentra atrapado con dos personas. Una de ellas es mencionada por su nombre, "Doug Cherry". Cosgrove le dice a la operadora por el teléfono: "Mi esposa piensa que estoy bien, le he llamado y le he dicho que estaba abandonando el edificio y que estaba bien, y de repente ¡bang!" decía mientras la torre sur ardía.
Luego, una operadora de emergencias lo vuelve a llamar diciéndole: "¿Hola?" él contestó: "Hola. Estamos observando el World Financial Center. Tres de nosotros. Dos ventanas rotas. ¡Oh Dios! ¡Oh!" La conversación telefónica se cortaba como consecuencia del colapso de la torre sur.

## Consecuencias y legado
El cadáver de Cosgrove fue encontrado entre los escombros. Fue enterrado el 22 de septiembre de 2001 en el cementerio católico de St. Patrick en Huntington (Nueva York). Tenía esposa y tres hijos.
Wendy Cosgrove testificó durante el juicio a Moussaoui, en el cual los fiscales buscaban que se aplicara la pena de muerte sobre Moussaoui. Cosgrove testificó sobre los últimos momentos de su marido, cuando estaba atrapado en la planta 105 de la torre sur, y además se les mostró a los miembros del jurado un fragmento de la última conversación telefónica de Cosgrove, en el cual le dice a la operadora: No estamos preparados para morir. Wendy Cosgrove también testificó que su hijo mayor, que tenía 12 años en el momento de los ataques, sufrió un empeoramiento de sus calificaciones académicas y además desarrolló rabia y hábitos autodestructivos, así como problemas con la ley, mientras que su hijo mediano, que tenía 9 años en el momento de los ataques, comenzó a adquirir conductas de autolesión, por lo que estaba bajo tratamiento.
En el National September 11 Memorial & Museum, el nombre de Cosgrove se encuentra en el panel S-60 de la piscina sur.